# Traverse Peak
Traverse Peak, także Grand Traverse Peak – góra o wysokości 3368 m n.p.m. na terenie Wyoming w Stanach Zjednoczonych. Szczyt znajduje się w paśmie górskim Teton Range, pomiędzy Snowshoe, a Stokke Creeks.